# Венелина Гочева
Венелина Гочева е български журналист. От 8 март 2000 г. е главен редактор на вестник „24 часа“.

## Биография
Венелина Гочева е родена на 14 април 1963 г. Завършва средно образование в София и специалност „История“ във Великотърновския университет.
Започва като журналист във вестниците „Народна младеж“ и „Диалог“. Преди 1989 г. е кореспондент на вестник „Народна младеж“ в Търново. През 1991 г. преминава в новосъздадения вестник „24 часа“, където става правителствен репортер, после шеф на отдел „Вътрешна политика“. През 1993 г. е назначена за заместник главен редактор. През 1996 г. напуска и става заместник главен редактор на вестник „Континент“, оглавен от Валери Найденов. През 1997 г. се връща в „24 часа“ заедно с Валери Найденов и става първи заместник главен редактор. През 1999 г. след освобождаването на Найденов става главен редактор на „24 часа“.
От 2000 г. е заместник-председател на Съюза на издателите в България (председател е Тошо Тошев, главен редактор на „Труд“). От 2001 г. е председател на борда на Фондация за етична журналистика. Била е в журито на конкурса „Сграда на годината 2005“. Член е на обществения съвет за изграждане на спортно-туристически център „Перелик“ в Родопите.

## Награди и отличия
Отличена с награда „Човек на ХХI век“ в конкурса, организиран от „Произведено в България“ – раздел печатни медии.
От 2006 г. е почетен гражданин на Попово.
През юни 2015 г. получава почетния ректорски знак на Великотърновския университет за активна и ползотворна дейност като председател на Съвета на настоятелите на университета.